# Reize naar Surinamen en door de binnenste gedeelten van Guiana
Reize naar Surinamen en door de binnenste gedeelten van Guiana is een weergave van een expeditie tegen opstandige slaven in Suriname. De auteur, de Schots-Nederlandse officier John Gabriël Stedman, arriveerde in 1773 en bleef er vijf jaar. Zijn oorspronkelijk Engelse verslag verscheen pas in 1797 als Narrative, of a five years' expedition, against the Revolted Negroes of Surinam. Het is in het Nederlands vertaald door Johannes Allart en gepubliceerd in 1799.
De uitgave speelde een belangrijke rol in de beeldvorming over de slavernij in Suriname en de afschaffing daarvan. Zijn beschrijving van een verhaal over een moord op een mulattenmeisje veranderde in de loop van de geschiedenis naar een een legende over de slavin Alida.

## Inhoud
Het boek behoort tot de eerste grondige beschrijvingen van Suriname. De auteur behandelt de natuur, liefdesavonturen, plantagehouders en slaven in Suriname. Een deel van het boek beschrijft de strijd van Louis Henri Fourgeoud tegen weggelopen slaven, die in legertjes georganiseerd onder leiding stonden van vrijheidsstrijders zoals Baron, Boni en Jolicoeur. Volgens de auteur hielden 5000 Europeanen in Suriname 75000 slaven ternauwernood in voortdurende gijzeling.
De schrijver is ontsteld over de wreedheden die de Nederlanders en anderen begingen tegenover de slaven en maakt zich sterk voor een menselijker behandeling van deze slaven. Stedmans Nederlandse uitgever schrapte een aantal uitingen van meedogen, bijvoorbeeld een passage waarin Stedman verklaarde dat hij opzettelijk mis schoot bij aanvallen op rebellenkampen. Stedman zelf, die het boek publiceerde toen hij getrouwd huisvader was, liet zijn eigen seksuele escapades deels weg, maar verhaalde breeduit over de betaalde seks die tussen Europese mannen en Surinaamse vrouwen gangbaar was.
Beschreven wordt hoe de knap aangelegde landbouwgronden van de opstandelingen worden platgebrand. Ze zijn door gebrek aan vuurwapens nauwelijks partij voor de Europeanen en hun gelegenheids bondgenoten de roodgemutste negerjagers, vrijgelaten slaven. Op hun beurt sterven 90% van de Europese soldaten binnen een jaar aan het onbekende vijandige tropische klimaat. De auteur ziet alle leed aan dat het gevolg is van het onmenselijke bestuur in de kolonie.

## Ontstaan, uitgave en ontvangst
De expeditie waar Stedman aan deelneemt, lijkt in eerste instantie niet meer nodig en om zich bezig te houden, begint hij observaties en aantekeningen over Suriname te maken. Maar terwijl ze op het punt staan terug te keren naar Europa, moeten ze alsnog hun beoogde aandeel leveren. Deze heeft hij bij terugkomst in Europa verwerkt tot reisverhaal, maar in de Nederlandse uitgave ontbreken enkele controversiële passages. Stedman was woedend toen hij dat ontdekte en zou vele exemplaren verbrand hebben.
Gereputeerde kunstenaars als Francesco Bartolozzi en William Blake maakten voor het boek gravures op basis van Stedmans tekeningen, waarvan de meeste overgenomen zijn uit de Engelse uitgave. Blijkens het voorwoord is een aantal afbeeldingen van de Surinaamse natuur weggelaten. Ondanks de coupures maakten het boek en de indringende platen van William Blake grote indruk.